# Rally di Turchia
Il Rally di Turchia è una manifestazione sportiva automobilistica inserita per la prima volta nel Campionato del mondo rally nel 2003.

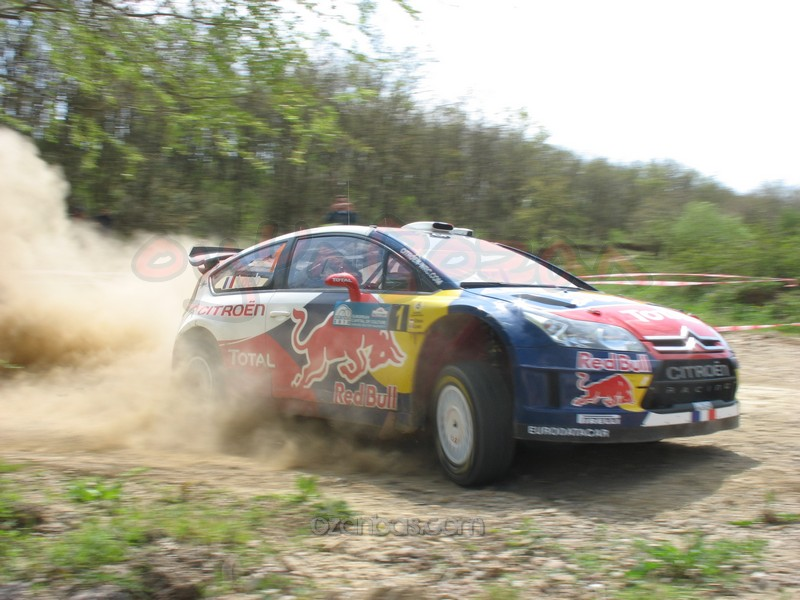
Il vincitore dell'edizione 2010 Sébastien Loeb

## Edizioni
| Anno           | Denominazione             | Vincitori       | Auto                      | Validità               |
| -------------- | ------------------------- | --------------- | ------------------------- | ---------------------- |
| 2000           | 1° Anatolian Rally        | Volkan Isik     | Subaru Impreza S5 WRC '99 | Campionato turco rally |
| 2001           | 2° Anatolian Rally        | Serkan Yazici   | Toyota Corolla WRC        | Campionato turco rally |
| 2002           | 3° Anatolian Rally        | Ercan Kazaz     | Subaru Impreza WRX        | Campionato turco rally |
| 2003 Resoconto | 4° Rally of Turkey        | Carlos Sainz    | Citroën Xsara WRC         | Mondiale               |
| 2004 Resoconto | 5° Rally of Turkey        | Sébastien Loeb  | Citroën Xsara WRC         | Mondiale               |
| 2005 Resoconto | 6° Rally of Turkey        | Sébastien Loeb  | Citroën Xsara WRC         | Mondiale               |
| 2006 Resoconto | 7° Rally of Turkey        | Marcus Grönholm | Ford Focus WRC            | Mondiale               |
| 2008 Resoconto | 9° Rally of Turkey        | Mikko Hirvonen  | Ford Focus WRC            | Mondiale               |
| 2010 Resoconto | 10° Rally of Turkey       | Sébastien Loeb  | Citroën C4 WRC            | Mondiale               |
| 2018 Resoconto | 11° Rally Turkey Marmaris | Ott Tänak       | Toyota Yaris WRC          | Mondiale               |
| 2019 Resoconto | 12° Rally Turkey Marmaris | Sébastien Ogier | Citroën C3 WRC            | Mondiale               |
| 2020 Resoconto | 13° Rally Turkey Marmaris | Elfyn Evans     | Toyota Yaris WRC          | Mondiale               |